# Чхе Сі Ра
Чхе Сі Ра (кор. 채시라, нар. 25 червня 1968) — південнокорейська акторка. Починаючи з 1990 року остаточно утвердилася як акторка завдяки ролі в телесеріалі 1990-х «Очі світанку». Тоді її називали акторкою, яка представляє той період разом із Кім Хі Хе та Ха Хї Ра.

## Фільмографія
*Примітка; посилається весь список.

### Фільми
| Рік  | Назва                         | Роль            |
| ---- | ----------------------------- | --------------- |
| 1994 | «Мама, зірка і актинії»       | Н/Д             |
| 1995 | «Захід сонця в неонові вогні» | Лі Сан Мін      |
| 1995 | «Хон Кіль Дон»                | Голос Коп Тан І |

### Телесеріали
| Рік  | Назва                                                                           | Роль                | Мережа | Примітки |
| ---- | ------------------------------------------------------------------------------- | ------------------- | ------ | -------- |
| 1983 | «Щоденник учнів старшої школи»                                                  |                     | KBS    |          |
| 1987 | «Ккочхімі»                                                                      | Йон Сіль            | KBS    |          |
| 1988 | «Кращий театр MBC: Фея шампуню»                                                 | Е Рі                | MBC    |          |
| 1989 | «Гігант»                                                                        | Со Кьон Джу         | MBC    |          |
| 1989 | «500 років Чосону: Пхамун»                                                      | Юн По Бе            | MBC    |          |
| 1990 | «Спеціальна програма до Соллялю: Знайшов кохання у кімнаті для нової нареченої» | Чі Ин               | MBC    |          |
| 1990 | «Двосерійний короткий серіал: Два щоденники»                                    | Мі Хї               | MBC    |          |
| 1991 | «Очі світанку»                                                                  | Юн Йо Ок            | MBC    |          |
| 1992 | «Сини та доньки»                                                                | Ан Мі Хьон          | MBC    |          |
| 1993 | «Пілот»                                                                         | Но Хє Ран           | MBC    |          |
| 1994 | «Сеульський місяць»                                                             | Чха Йон Сук         | MBC    |          |
| 1994 | «Дівчина мого сина»                                                             | Кім Чхе Вон         | MBC    |          |
| 1995 | «Квартира»                                                                      | На Хон Ду           | MBC    |          |
| 1995 | «Чхве Син Хї»                                                                   | Чхве Син Хї         | MBC    |          |
| 1996 | «Небезпечне кохання»                                                            | Чан Юн Джу          | MBC    |          |
| 1997 | «Ілюзія»                                                                        | Чон Тхе Ім          | MBC    |          |
| 1998 | «Король та королева»                                                            | Королева-вдова Інсу | KBS    |          |
| 1998 | «Легендарні амбіції»                                                            | Кім Ін Е            | KBS    |          |
| 2000 | «Оплески для жінок»                                                             | Кім Та Йон          | SBS    |          |
| 2002 | «Золотий вік родини Мен»                                                        | Мен Ким Джа         | MBC    |          |
| 2004 | «Умови кохання»                                                                 | Кан Ким Пха         | KBS    |          |
| 2004 | «Володар морів»                                                                 | Мадам Чамі          | KBS    | [ 6 ]    |
| 2006 | «Невидима людина, Чхве Чан Су»                                                  | О Со Йон            | KBS    | [ 7 ]    |
| 2009 | «Імператорка Чхончху»                                                           | Імператорка Чхончху | KBS    | [ 8 ]    |
| 2011 | «Королева-мати Інсу»                                                            | Королева Інсу       | JTBC   | [ 9 ]    |
| 2012 | «П'ять пальців»                                                                 | Чхе Йон Ран         | SBS    | [ 10 ]   |
| 2015 | «Недобрі леді»                                                                  | Кім Хьон Сук        | KBS2   | [ 11 ]   |
| 2018 | «Прощавай, До побачення»                                                        | Со Йон Хї           | MBC    | [ 12 ]   |
| 2019 | «Банкір»                                                                        | Хан Су Джі          | MBC    |          |

## Нагороди та номінації
| Рік  | Нагорода                     | Категорія                                                                           | Робота                          | Результат |
| ---- | ---------------------------- | ----------------------------------------------------------------------------------- | ------------------------------- | --------- |
| 1989 | Премія MBC драма             | Нагорода за майстерність, Найкраща акторка                                          | «500 років Чосону: Пхамун»      | Номінація |
| 1990 | 26-а Премія мистецтв Пексан  | Найкращий акторський дебют (жінки) (телебачення)                                    | «Гігант»                        | Перемога  |
| 1991 | Премія MBC драма             | Нагорода за високу майстерність, Найкраща акторка                                   | «Очі світанку»                  | Перемога  |
| 1992 | 28-ма Премія мистецтв Пексан | Найкраща жіноча роль (телебачення)                                                  | «Очі світанку»                  | Перемога  |
| 1993 | Премія MBC драма             | Нагорода за високу майстерність, Найкраща акторка                                   | «Сини та доньки»                | Перемога  |
| 1994 | Премія MBC драма             | Головний приз (Тесан)                                                               | «Сеульський місяць»             | Перемога  |
| 1995 | Премія MBC драма             | Головний приз (Тесан)                                                               | «Дівчина мого сина», «Квартира» | Перемога  |
| 1995 | 31-ша Премія мистецтв Пексан | Нагорода за популярність (жінки) (телебачення)                                      | «Дівчина мого сина»             | Перемога  |
| 1998 | Премія KBS драма             | Нагорода за високу майстерність, акторки                                            | «Легендарні амбіції»            | Перемога  |
| 1999 | Премія KBS драма             | Головний приз (Тесан)                                                               | «Король та королева»            | Перемога  |
| 1999 | Премія KBS драма             | Вища майстерність, акторка                                                          | «Король та королева»            | Номінація |
| 2000 | Премія SBS драма             | Нагорода за високу майстерність, акторки                                            | «Оплески для жінок»             | Перемога  |
| 2004 | Премія KBS драма             | Нагорода за високу майстерність, акторки                                            | «Умови кохання»                 | Перемога  |
| 2005 | Премія KBS драма             | Нагорода за високу майстерність, акторки                                            | «Володар морів»                 | Номінація |
| 2006 | Премія KBS драма             | Нагорода за високу майстерність, акторки                                            | «Невидима людина, Чхве Чан Су»  | Номінація |
| 2009 | Премія KBS драма             | Нагорода за високу майстерність, акторки                                            | «Імператорка Чхончху»           | Перемога  |
| 2012 | Премія SBS драма             | Нагорода за високу майстерність, Найкраща акторка щоденної/суботньо-недільної драми | «П'ять пальців»                 | Номінація |
| 2012 | Премія SBS драма             | Продюсерська нагорода                                                               | «П'ять пальців»                 | Перемога  |
| 2012 | Премія SBS драма             | Топ 10 зірок                                                                        | «П'ять пальців»                 | Перемога  |
| 2015 | 4-та Премія «Зірок МААТР»    | Нагорода за високу майстерність, акторка довготривалої драми                        | «Недобрі леді»                  | Номінація |
| 2015 | Премія KBS драма             | Нагорода за високу майстерність, акторка                                            | «Недобрі леді»                  | Перемога  |
| 2015 | Премія KBS драма             | Нагорода за високу майстерність, акторка довготривалої драми                        | «Недобрі леді»                  | Номінація |
| 2018 | 6-та Премія «Зірок МААТР»    | Нагорода за високу майстерність, акторка довготривалої драми                        | «Прощавай, До побачення»        | Номінація |
| 2018 | Премія MBC драма             | Головний приз (Тесан)                                                               | «Прощавай, До побачення»        | Номінація |
| 2018 | Премія MBC драма             | Нагорода за високу майстерність, Найкраща акторка суботньо-недільної драми          | «Прощавай, До побачення»        | Перемога  |
| 2019 | Премія MBC драма             | Нагорода за високу майстерність, Найкраща акторка середо-четвергової драми          | «Банкір»                        | Номінація |

## Виноски
1. ↑  В оригіналі — кор. 설날특집극, 각시방 사랑 열렸네.